# Carnival Time
Carnival Time is een r&b-nummer over Mardi Gras in New Orleans, uitgevoerd door Alvin Lee Johnson en opgenomen in 1960. De compositie werd oorspronkelijk toegeschreven aan Al Johnson en Joe Ruffino, sinds 1999 bezit Johnson de exclusieve rechten. Het nummer is een iconisch feestelijk lied tijdens het carnavalsseizoen in New Orleans.

## Achtergrond
Al Johnson, ook wel Al "Carnival Time" Johnson genoemd, was de zanger en pianist die "It's Carnival Time" uitvoerde. Hij kwam oorspronkelijk uit New Orleans. Nadat hij zijn vroege jaren in Houston had doorgebracht, keerde hij op tienjarige leeftijd terug naar New Orleans en vestigde zich in de Lower Ninth Ward. Zijn vader kocht een trompet voor hem, een piano voor zijn zussen en een trombone voor zijn broer. Alvin leerde spelen op de thuispiano. Zijn vroege muzikale invloeden waren onder meer James 'Sugar Boy' Crawford, Fats Domino en Smiley Lewis.
In 1956, op zeventienjarige leeftijd, nam hij zijn eerste nummers op, "Ole Time Talkin" en "I've Done Wrong"" voor Aladdin Records. Johnson tekende vervolgens bij Ric Records en nam een reeks nummers op in de studio van Cosimo Matassa in New Orleans, waaronder "Lena" in 1958. In 1960 nam Johnson "Carnival Time" op voor het label. Het nummer werd geproduceerd door Joe Ruffino, eigenaar van het label. De compositie werd oorspronkelijk op naam gezet van Johnson en Ruffino.
Johnson werd vervolgens opgeroepen voor het leger. Toen hij eind 1964 terugkeerde naar New Orleans, ontdekte hij dat Ruffino was overleden, waarna een langdurige juridische strijd volgde over onder meer royalty's en rechten op zijn muziek. Johnson bleef optreden waar hij kon en kreeg uiteindelijk in 1999 de volledige rechten op zijn hit.
Het nummer is een lokale klassieker geworden en is samen met Professor Longhairs "Go to the Mardi Gras" en "Big Chief" en The Hawketts "Mardi Gras Mambo" een van de meest gespeelde en gevraagde nummers van Mardi Gras in New Orleans.